# Новосильский, Фёдор Михайлович
Фёдор Миха́йлович Новоси́льский (1808, Тверь — 8 (20) ноября 1892, Санкт-Петербург) — русский флотоводец, генерал-адъютант (17.04.1863), адмирал (30.08.1863). Герой покорения Кавказа, Синопского сражения и обороны Севастополя. Сподвижник адмиралов Лазарева, Корнилова и Нахимова. Член Государственного совета Российской империи (1866-1892).

## Биография
5 апреля 1818 года поступил в Морской кадетский корпус, который окончил 22 февраля 1823 года с производством в чин мичмана и зачислением в 8-й флотский экипаж.
В мае-августе 1823 года находился в плавании по Балтийскому морю на корабле «Ретвизан» под командованием капитана 1-го ранга С. И. Селивачева. В мае-августе следующего года находился в плавании до Исландии на фрегате «Вестовой» под командованием капитана 2-го ранга А. И. Тихменева. В 1825 году находился в распоряжении генерал-интенданта флота В. М. Головнина. В кампаниях 1826—1827 годов находился в плаваниях между Санкт-Петербургом и Кронштадтом на канонерских лодках под командованием контр-адмирала Д. В. Руднева. 22 февраля 1828 года произведен в чин лейтенанта.
27 февраля 1829 года переведён в 32-й флотский экипаж и назначен на бриг «Меркурий», командуя артиллерией которого, участвовал в бою с двумя турецкими кораблями 14 мая того же года. 4 июня за отличие был произведён в чин капитан-лейтенанта и награждён орденом Святого Владимира 4-й степени с бантом, а в его родовой герб был добавлен пистолет «как орудие, избранное для взорвания брига на воздух на случай невозможности продолжать оборону». Летом того же года Новосильский участвовал в занятии крепостей Агатополь и Инада, за что удостоился Монаршего благоволения. Зимой 1829—1830 годов находился в плавании от мыса Святой Троицы до Севастополя на фрегате «Эривань» под командованием капитана 2-го ранга Е. И. Колтовского.
В 1830 году он занимал должность презуса комиссии военного суда при Севастопольском порте, а 15 апреля следующего года был переведён в 31-й флотский экипаж. Во время экспедиции для помощи Турции против восставшего египетского паши Мухаммеда-Али Фёдор Михайлович находился в плавании из Севастополя в Константинополь на корабле «Императрица Екатерина II» под командованием капитана 1-го ранга Л. И. Черникова, а в августе-сентябре 1833 года — в Босфоре на корабле «Пимен» под командованием капитана 2-го ранга Э. И. Вергопуло, после чего с десантными войсками вернулся в Феодосию. За отличие был награждён орденом Святой Анны 3-й степени и турецкой золотой медалью.
21 февраля 1834 года назначен командиром брига «Меркурий» и переведён в 32-й флотский экипаж. В апреле-июне того же года находился в плавании на транспорте «Кит» под командованием капитан-лейтенанта А. Ф. де Ливрона. В 1835—1836 годах командовал бригом «Меркурий» при Севастопольском порте, а в апреле-октябре 1837 года — в крейсерстве у восточного побережья Чёрного моря. 10 июня того же года участвовал при устье реки Шапсухо в бою с горцами и перевозившим контрабанду турецким судном, удостоился Высочайшего благоволения. 22 сентября 1837 года награждён орденом Святого Станислава 2-й степени, а 6 декабря был произведён в чин капитана 2-го ранга.

…в числе прочих наград Всемилостивейше повелено внести в герб его Новосильского пистолет, как орудие, избранное им и прочими Офицерами брига Меркурия, для взорвания на воздух брига, при невозможности продолжать бой.
Щит разделен на три части, из коих в верхней пространной в голубом поле изображен золотой пистолет и под оным серебряная луна, рогами вниз обращенная. Во второй в золотом поле масличная ветвь. В третьей в серебряном поле флаг. Щит увенчан обыкновенными дворянскими шлемом и короною с тремя страусовыми перьями. Намет на щите голубой и зелёный, подложенный золотом.
— Герб Новосильского внесен в Часть 10 Общего гербовника дворянских родов Всероссийской империи, стр. 124. Дата обращения: 25 декабря 2012. Архивировано 27 декабря 2012 года.
19 октября 1838 года назначен командиром 32-го флотского экипажа и линейного корабля «Три Святителя», на котором в течение десяти лет плавал по Чёрному морю. 18 декабря 1839 года Новосильскому объявлено Высочайшее благоволение за отличие в боях при Сочи и Туапсе и за успешную проводку из Николаева в Севастополь «Трёх Святителей». 6 декабря 1840 года произведён в чин капитана 1-го ранга, 6 декабря 1843 года награждён императорской короной к ордену Святого Станислава 2-й степени, 13 сентября 1845 года — орденом Святой Анны 2-й степени, 1 января 1847 года — орденом Святого Георгия 4-й степени, 4 декабря 1848 года — вновь императорской короной, но уже к ордену Святой Анны 2-й степени.
6 декабря 1849 года произведён в чин контр-адмирала с назначением командиром 3-й бригады 5-й флотской дивизии. В 1850—1851 годах плавал по Чёрному морю, держа флаг на корабле «Три иерарха» и фрегате «Флора». 6 декабря 1850 года ему было объявлено Монаршее благоволение, 22 августа 1851 года награждён знаком отличия «XX лет беспорочной службы», а 5 декабря — орденом Святого Владимира 3-й степени.
30 марта 1852 года назначен командиром 1-й бригады 4-й флотской дивизии и в том же году плавал по Чёрному морю, держа флаг на кораблях «Ягудиил» и «Варна». В феврале-июне 1853 года командовал отрядом судов в крейсерстве у восточного побережья Чёрного моря, держа флаг на фрегате «Мидия», а 1 июня был назначен командующим 4-й флотской дивизией.

Высочайшим приказом по военному морскому ведомству Декабря 18-го дня 1853 года. Производятся, за отличие в деле при истреблении, 18-го Ноябри, на Синопском рейде, Турецкой эскадры, командующий 4-ю Флотскою дивизию, контр-адмирал Новосильский, в вице-адмиралы, с утверждением Начальником той же дивизии…— Газета «Русский Инвалид» № 283—284 от 22 декабря 1853 г.
За отличие в Синопском морском сражении Новосильский был награждён 28 ноября 1853 года орденом Святого Георгия 3-й степени. Во время севастопольской обороны Фёдор Михайлович занимал должность начальника 2-го отделения оборонительной линии Севастополя, а в июле-августе 1855 года — исправляющего должность командира Севастопольского порта и военного губернатора. За отличие он был награждён 20 ноября 1854 года орденом Святого Владимира 1-й степени и 15 июня 1855 года — золотой шпагой c надписью "За храбрость", украшенной алмазами.
20 сентября 1855 года Фёдор Михайлович был назначен начальником гарнизона Николаева, а 25 октября — главным командиром Кронштадтского порта и кронштадтским военным губернатором. За инженерные работы, смотр судов и за порядок в Кронштадте он был удостоен 27 июня 1856 года, 25 февраля, 12 августа 1857 года и 3 марта 1858 года Монарших благоволений.
17 апреля 1863 года Фёдор Михайлович был пожалован чином генерал-адъютанта Его Императорского Величества свиты, а 30 августа — произведён в чин адмирала. В мае 1865 года он командовал отрядом судов Балтийского флота в Кронштадте при встрече тела покойного цесаревича Николая Александровича, за что удостоился особенного Монаршего благоволения. В сентябре 1866 года адмирал держал флаг на винтовом корабле «Император Николай I» и командовал отрядом судов Балтийского флота в Кронштадте при встрече невесты цесаревича Александра Александровича (будущего императора Александра III) — датской принцессы Дагмар, за что удостоился Монаршего благоволения и был награждён датским орденом Данеброг.
28 октября 1866 года по случаю бракосочетания наследника престола Фёдор Михайлович был назначен членом Государственного совета и с 10 июня 1867 года по 1 января 1884 года присутствовал в департаменте государственной экономии. Также он ежегодно назначался членом особой комиссии для рассмотрения отчётов по Морскому ведомству.
1 января 1870 года Фёдор Михайлович был награждён орденом Святого Александра Невского с алмазными знаками, а 5 октября 1879 года по случаю 25-летия первой бомбардировки Севастополя — орденом Святого Андрея Первозванного.
В 1885 году имя Ф. М. Новосильского присвоили Театральной (Фонтанной) площади в Севастополе, в 1921 году её переименовали в площадь Коммуны, а в 1954 году дали имя Площадь Ушакова.

## Награды
Российские:
- Орден Святого Владимира 4-й степени с бантом (04.06.1829)
- Орден Святой Анны 3-й степени (01.10.1833)
- Орден Святого Станислава 2-й степени (22.09.1837)
- Императорская корона к ордену Святого Станислава 2-й степени (06.12.1843)
- Орден Святой Анны 2-й степени (13.09.1845)
- Орден Святого Георгия 4-й степени (01.01.1847)
- Императорская корона к ордену Святой Анны 2-й степени (04.12.1848)
- Орден Святого Владимира 3-й степени (05.12.1851)
- Орден Святого Георгия 3-й степени за отличие в Синопском сражении (28.11.1853)
- Орден Святого Владимира 1-й степени за отличие при обороне Севастополя (20.11.1854)
- Золотая шпага с надписью "За храбрость", украшенная алмазами (15.06.1855)
- Орден Святого Александра Невского с бриллиантовыми знаками (01.01.1870)
- Орден Святого Андрея Первозванного (05.10.1879)

Иностранные:
- Датский орден Данеброг, большой крест (1866)